# Colección Wallace

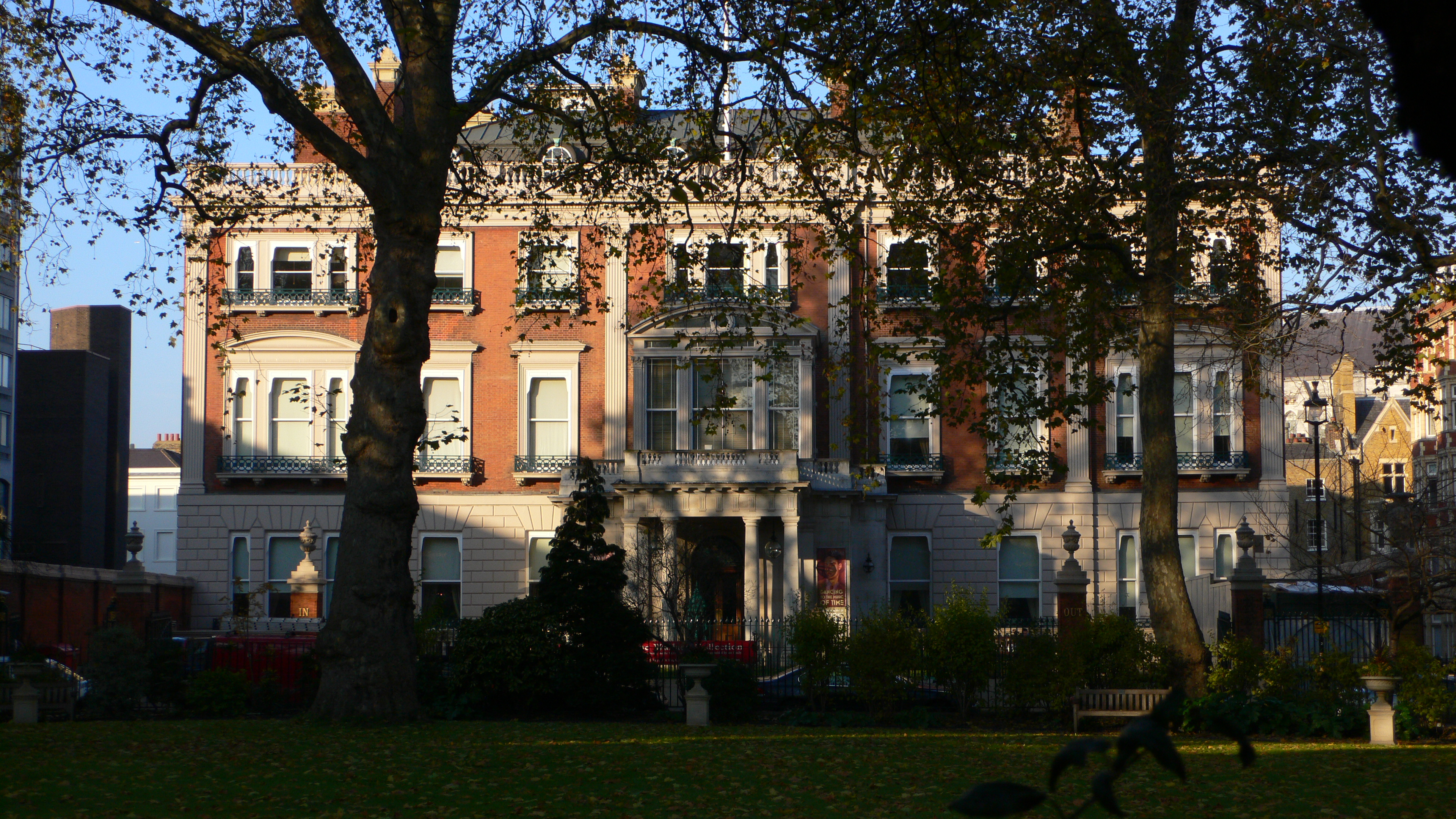
La Colección Wallace, al otro lado de los jardines de Manchester Square.

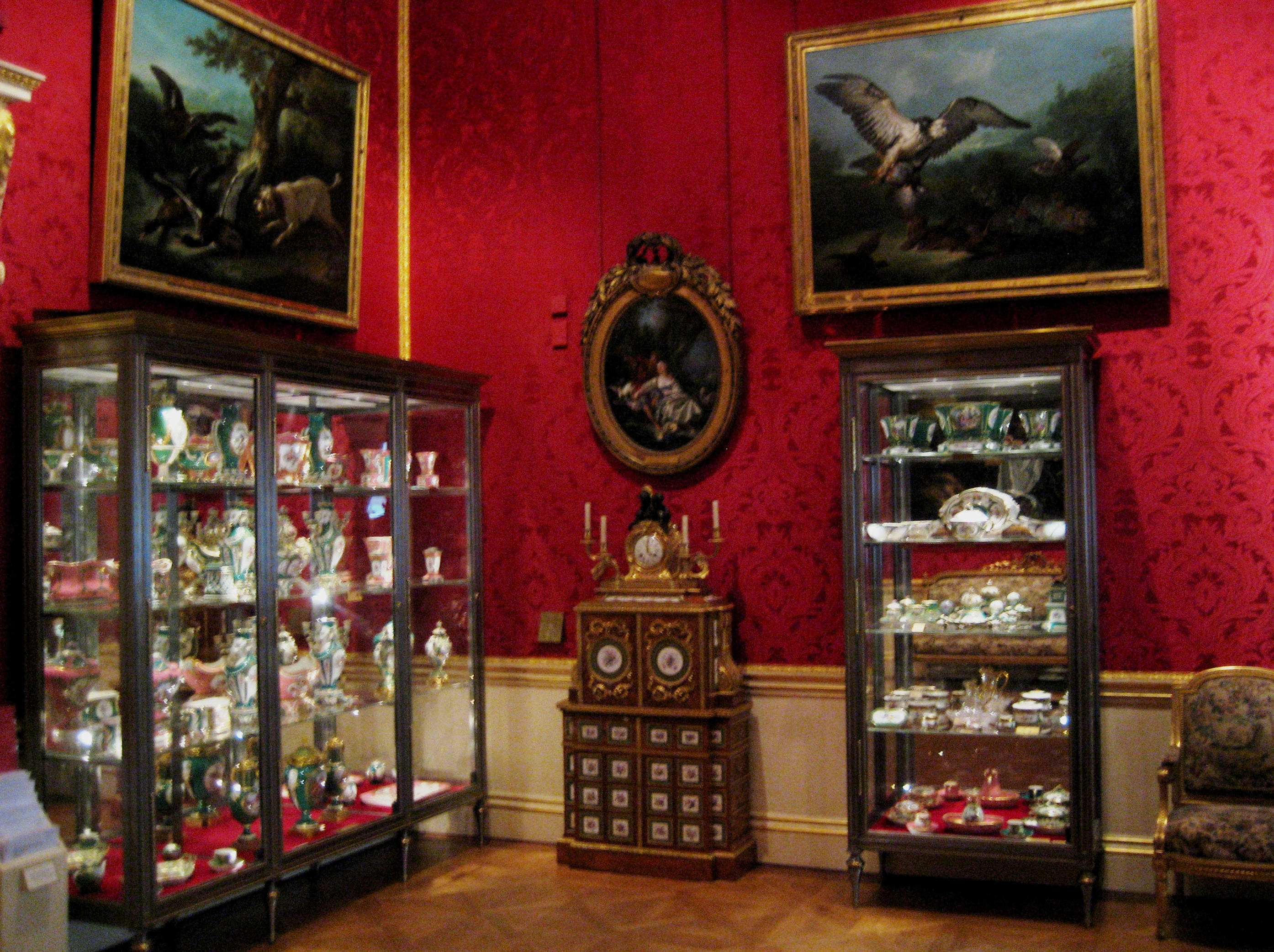
Gabinete de porcelana de Sèvres.

La Colección Wallace (en inglés: Wallace Collection) es un museo estatal de arte, de origen privado, localizado en Londres. Alberga una colección pictórica de rango internacional, con obras mundialmente conocidas como El columpio de Fragonard, La dama del abanico de Velázquez, Perseo socorriendo a Andrómeda de Tiziano, El caballero sonriente de Frans Hals y cinco cuadros de Rembrandt. 

## Historia
Sir Richard Wallace (1818-1890) trabajó como secretario del 4º marqués de Herford, uno de los más perspicaces coleccionistas de su época; si bien se sospecha que en realidad fue hijo suyo. Este marqués nunca contrajo matrimonio ni tuvo herederos legítimos, y dado que su fortuna no estaba sujeta al majorat (mayorazgo) habitual en la nobleza, pudo dejarla en herencia a su (presumible) hijo ilegítimo, desgajándola de sus títulos nobiliarios, que pasaron a un pariente lejano.
La colección privada Hertford se mantuvo en manos de Sir Richard Wallace, quien la enriqueció con más obras, como armas y armaduras europeas, y orfebrería oriental y africana. A su muerte, toda la propiedad pasó a su viuda, quien la legó a la nación en 1897. El museo se abrió al público en 1900, en las dependencias de la mansión familiar Hertford House, en Manchester Square, y allí permanece la pinacoteca, albergada en su integridad, hasta el día de hoy. 
Muchas de las pinturas más relevantes (Tiziano, Velázquez, Frans Hals, Rubens) se acumulan en una gran galería en la planta principal de la mansión. En 2014 este espacio fue remozado con un coste de 5 millones de libras esterlinas; sus paredes fueron tapizadas en tejido rojo y la bóveda incorporó un sofisticado recubrimiento de vidrio que permite aprovechar la luz natural sin poner en riesgo las obras, al bloquear la radiación ultravioleta.

### Préstamos a partir de 2020
Las condiciones de la donación de Lady Wallace fueron bastante estrictas, y durante más de un siglo se respetaron de manera aún más estricta: ella ordenó que las obras «no se mezclen con otras», y los responsables del museo entendieron que ninguna pieza de la colección podía prestarse para exhibiciones. En consecuencia, la difusión internacional de tan valioso repertorio quedaba muy limitada, y la agenda de exposiciones temporales del museo era igualmente corta, por no poder intercambiar préstamos con otras instituciones. Esta situación se revirtió en 2019: en una nueva interpretación de las condiciones del legado, el patronato que custodia el museo entendió que la colección sí podía prestar obras, siempre que fuese de manera temporal y (se sobreentiende) dentro de un criterio prudente que sopese la conservación de las piezas y los riesgos de su traslado. Gracias a esta nueva decisión, la Colección Wallace empezó a prestar obras en 2020 ; la primera fue el cuadro Perseo liberando a Andrómeda, de Tiziano, cedido a la National Gallery, al Prado de Madrid y al Museo Isabella Stewart Gardner de Boston con motivo de una exposición itinerante sobre las poesías (cuadros mitológicos) que el pintor veneciano creó para Felipe II de España.

## Colección
El museo abarca una amplia gama de bellas artes y artes decorativas, desde el siglo XV hasta el XIX. Tiene casi 5.000 objetos y destaca sobre todo por la calidad y amplitud de la pintura francesa del siglo XVIII, porcelana de Sèvres y mobiliario francés, con soberbios ejemplos de André-Charles Boulle. Este museo alberga una sala única en el mundo por su contenido de pertenencias de la reina María Antonieta. 
Entre los pintores representados se encuentran:
- Escuela francesa:
  - Poussin: La danza de la vida humana.
  - Antoine Watteau
  - François Boucher
  - Jean-Honoré Fragonard: El columpio.
  - Nicolas Lancret

- Escuelas flamenca y holandesa:
  - Frans Hals: El caballero sonriente.
  - Rembrandt: Autorretrato y Retrato de Titus, hijo del pintor.
  - Willem Drost: Retrato de mujer joven con vestido de brocado.
  - Rubens
  - Van Dyck
  - Jacob Jordaens: Alegoría de la fecundidad.
  - Pieter de Hooch
  - David Teniers el Joven
  - Jan Steen
  - Aelbert Cuyp

- Escuela italiana:
  - Tiziano: Perseo socorriendo a Andrómeda.
  - Canaletto
  - Domenichino
  - Cima da Conegliano
  - Bernardo Daddi
  - Guido Reni
  - Francesco Guardi
  - Salvator Rosa

- Escuela española:
  - Murillo
  - Velázquez: La dama del abanico y El infante Baltasar Carlos.
  - Alonso Cano: Visión de san Juan.

- Escuela inglesa:
  - Thomas Gainsborough
  - Joshua Reynolds

Hay también un retrato de Robert Dudley, primer Conde de Leicester, en la misma sala donde está el cuadro de María, reina de Escocia. Irónicamente, la prima de María, Isabel I de Inglaterra, tenía planeado un casamiento entre ellos, en 1563.
Además de la porcelana de Sèvres, la hay de Meissen, así como otros objetos de arte; uno de los más antiguos data de antes del siglo XIV. Entre los objetos más raros, sobresalen dos copas chinas de metal, del siglo XVIII, que pertenecieron al emperador Qianlong; en todo el mundo solo hay cuatro de este tipo. 
Hace pocos años, se colocó en el patio de Hertford House un techo de cristal, para crear un restaurante. La entrada es gratuita.
La célebre diseñadora de moda punk Vivienne Westwood expresó en un reportaje su admiración por este museo, reconocía que se inspiraba en él para sus creaciones, y afirmó que recomendaba a sus alumnos que lo visitasen .

## Galería

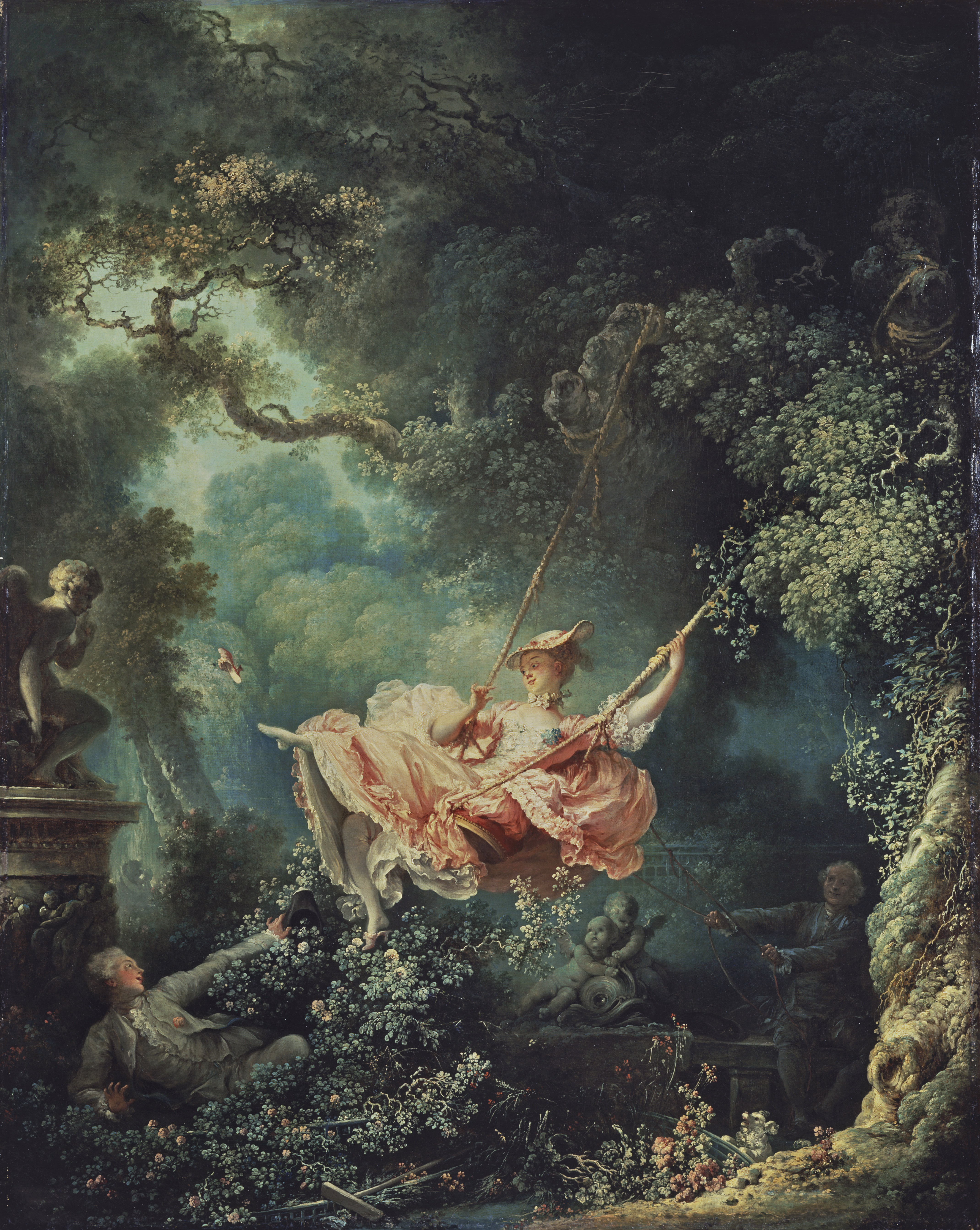
Fragonard - El columpio
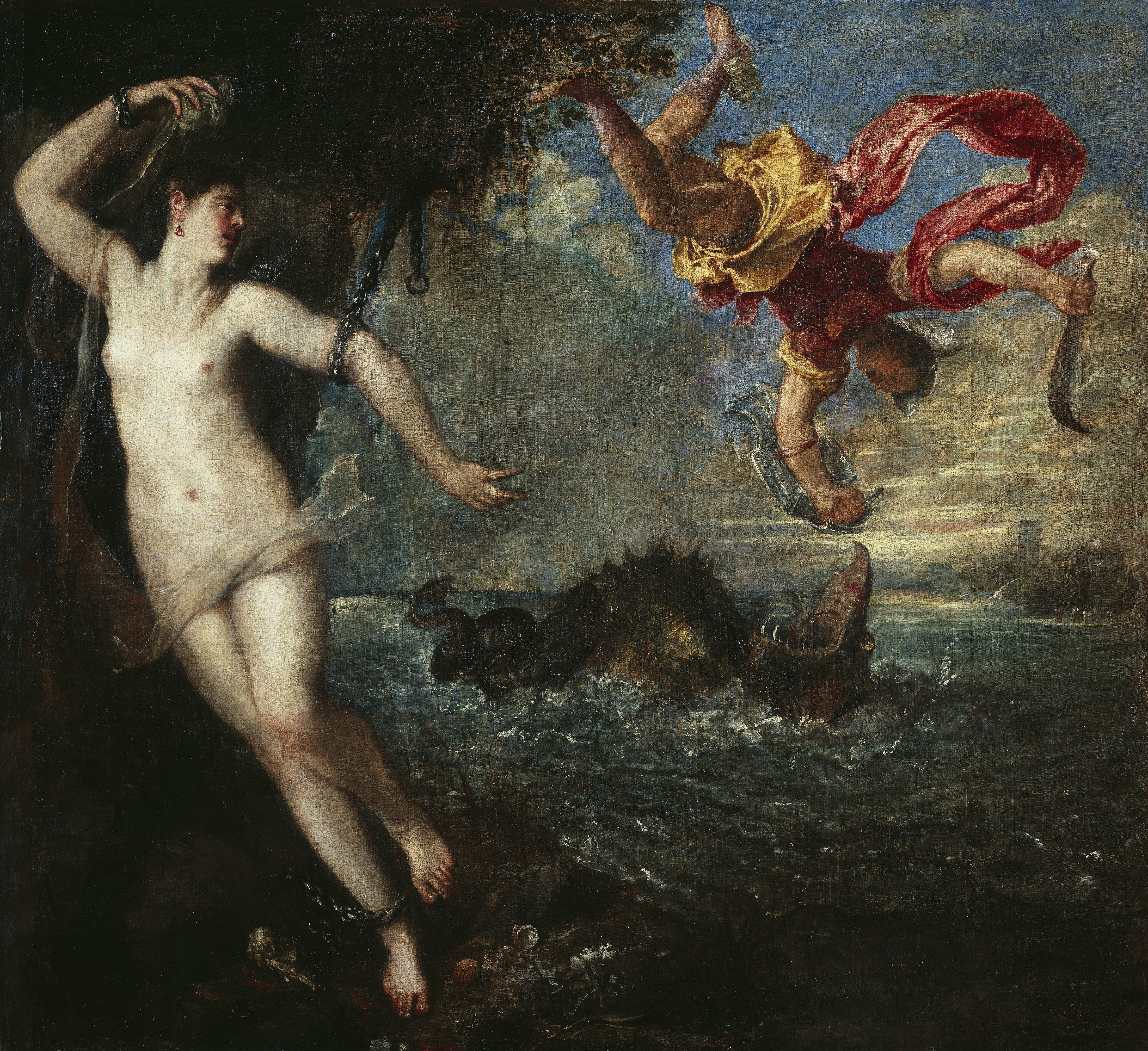
Tiziano - Perseo y Andrómeda
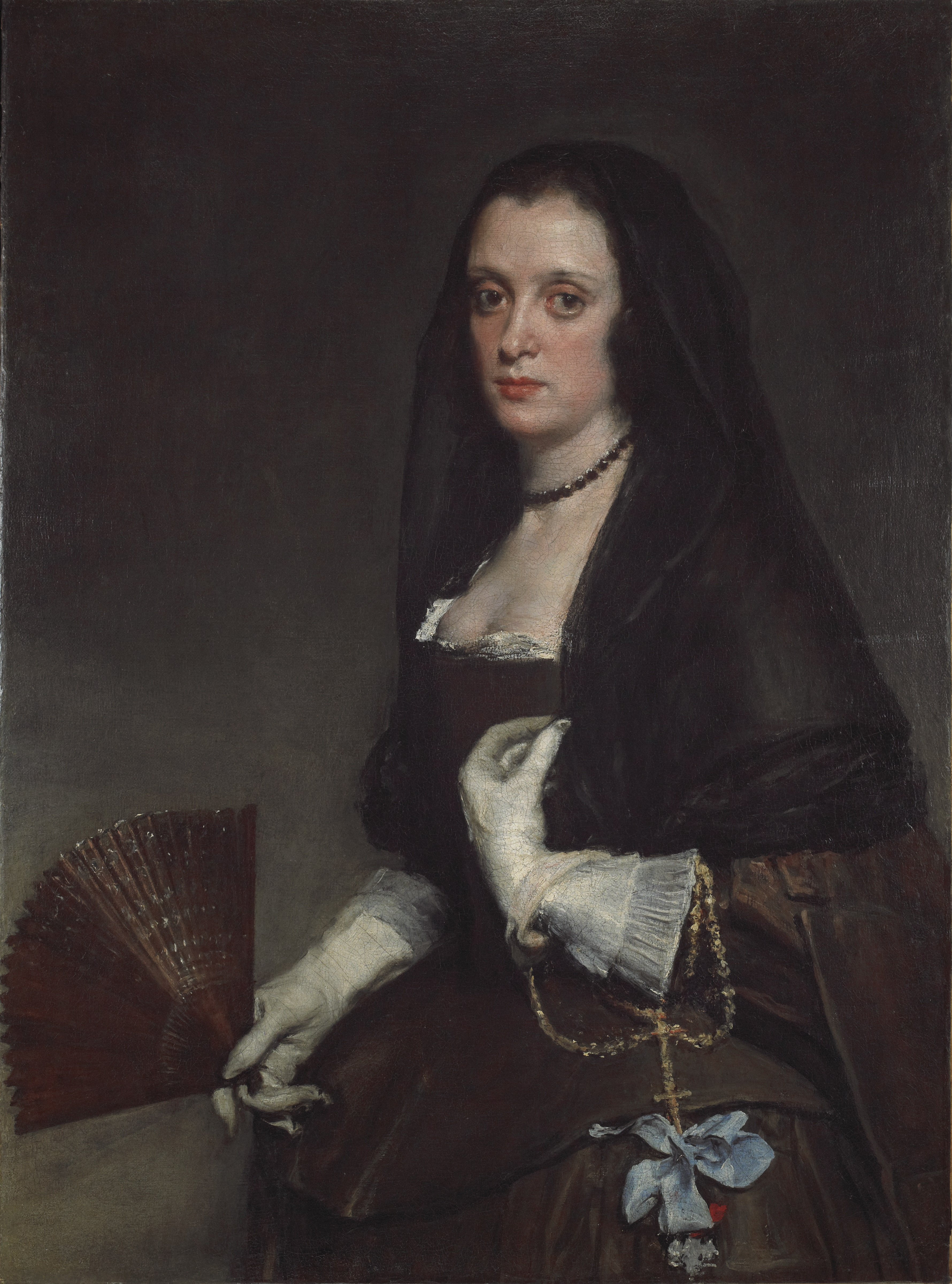
Velázquez - La dama del abanico
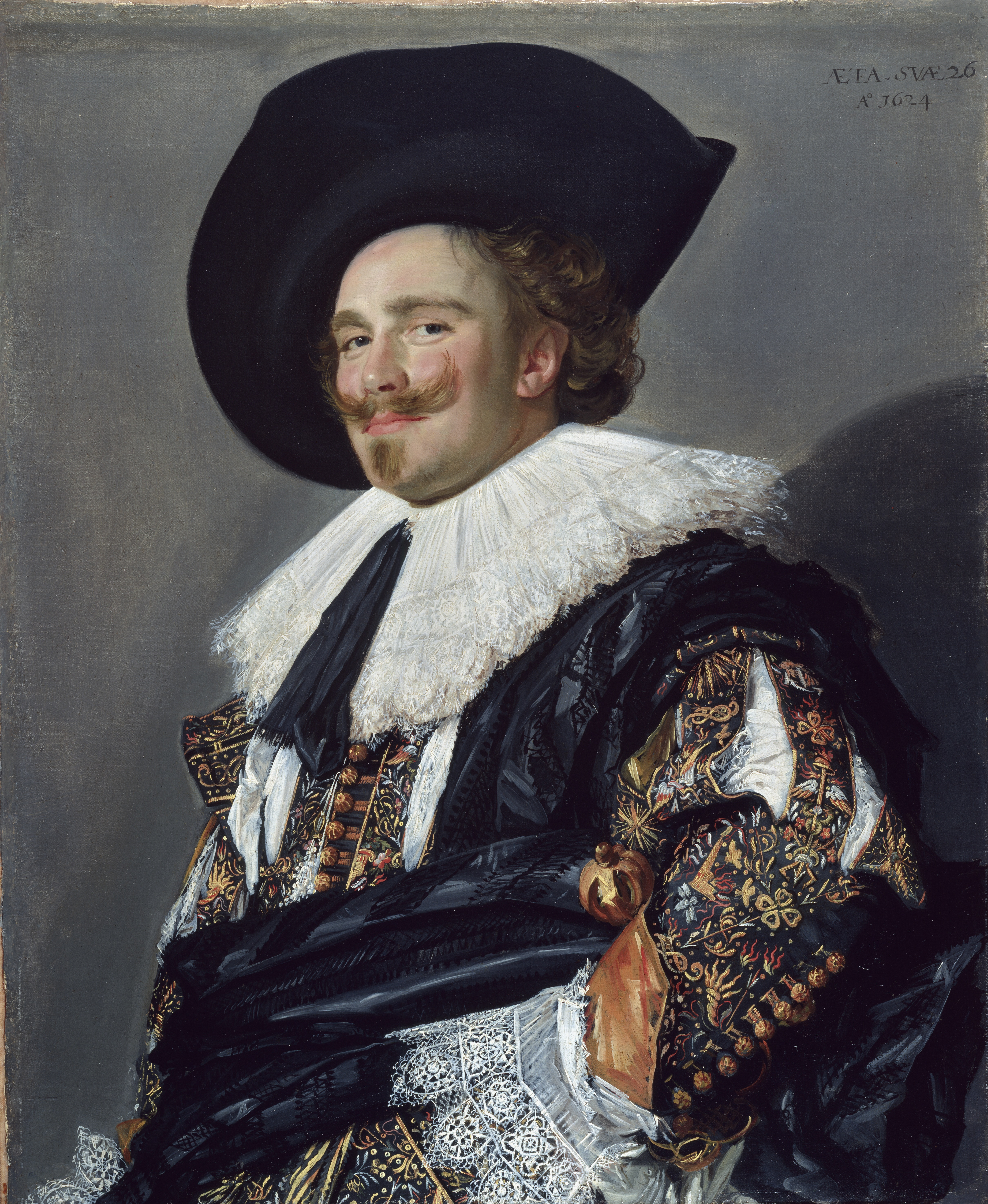
Frans Hals - El caballero sonriente
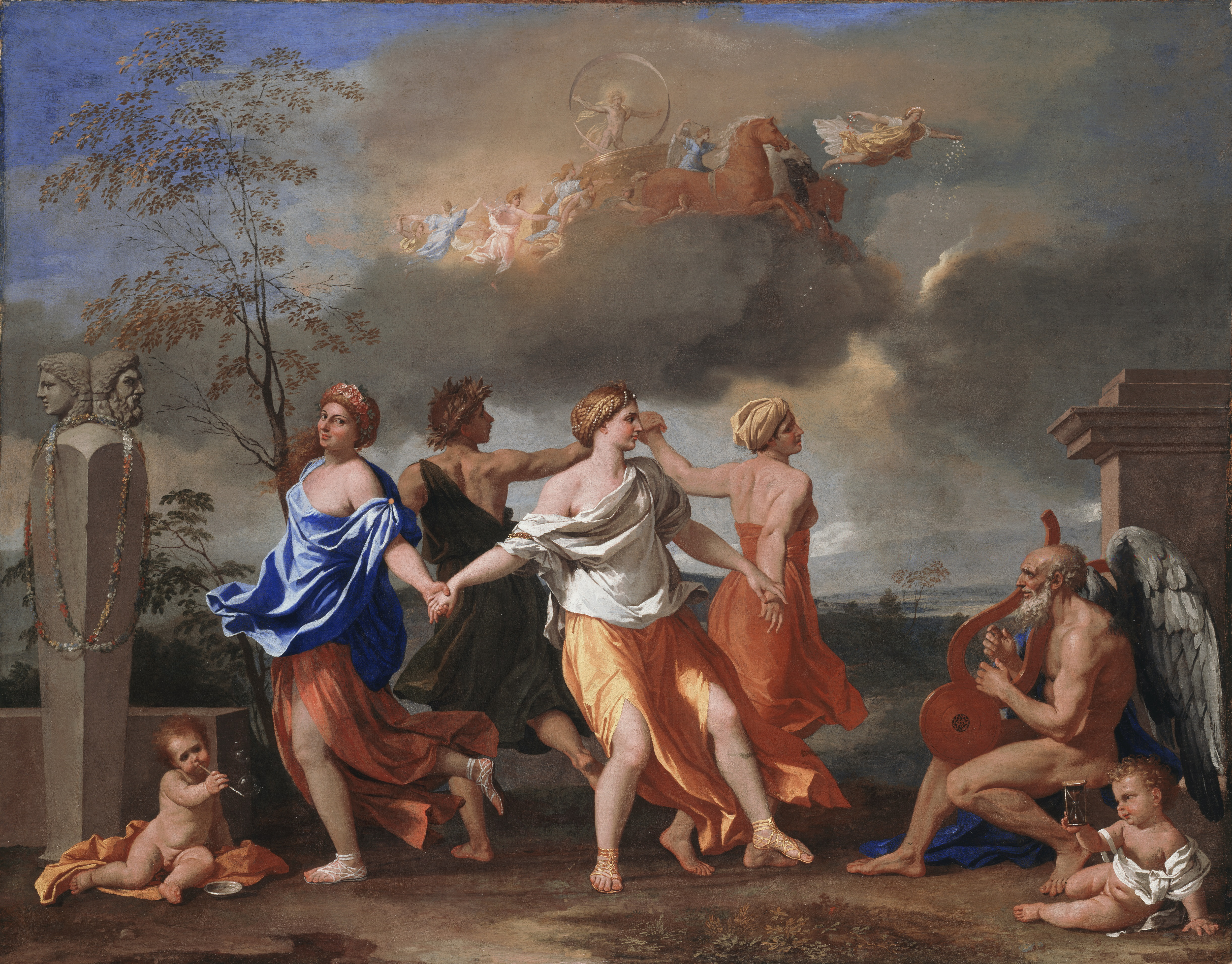
Nicolas Poussin - La danza de la vida humana